# РВЗ-7
РВЗ-7 (71-217/71-267) — серия опытных советских трамвайных вагонов, строившихся и испытывавшихся Рижским вагоностроительным заводом в 1970—1980-е годы.

## История
Проектирование вагона РВЗ-7 началось в 1971 году. Планировалось создать принципиально новый вагон, отвечавший всем современным требованиям. Многие технические решения были применены впервые в СССР. Вагон оборудован тиристорно-импульсной системой управления, имеет возможность рекуперативного торможения, люминесцентное освещение салона, цельносварной трёхдверный кузов, тележки с пневматическим подвешиванием.

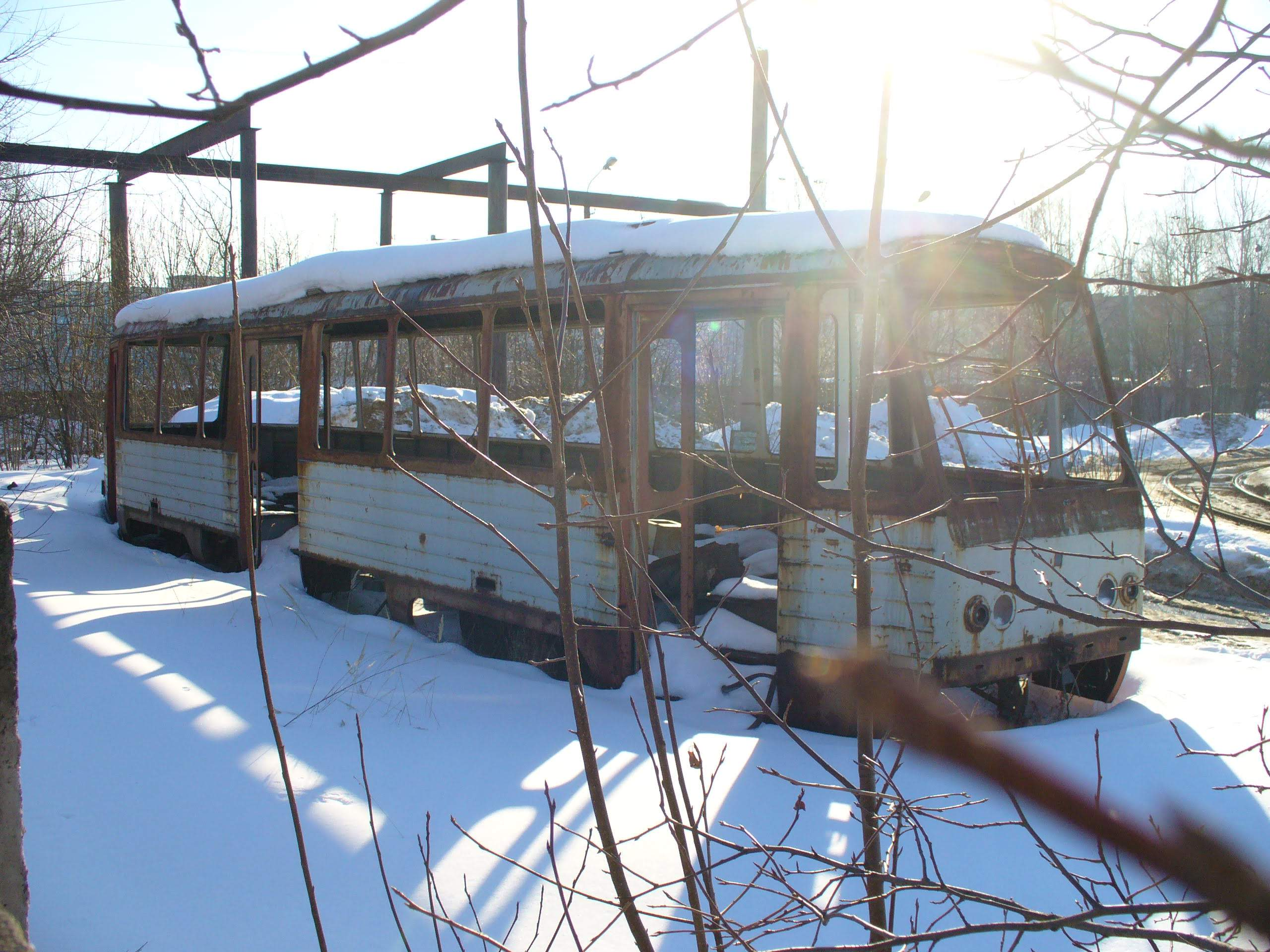
Кузов вагона РВЗ-7 (71-267) в трамвайном депо № 2 Твери.

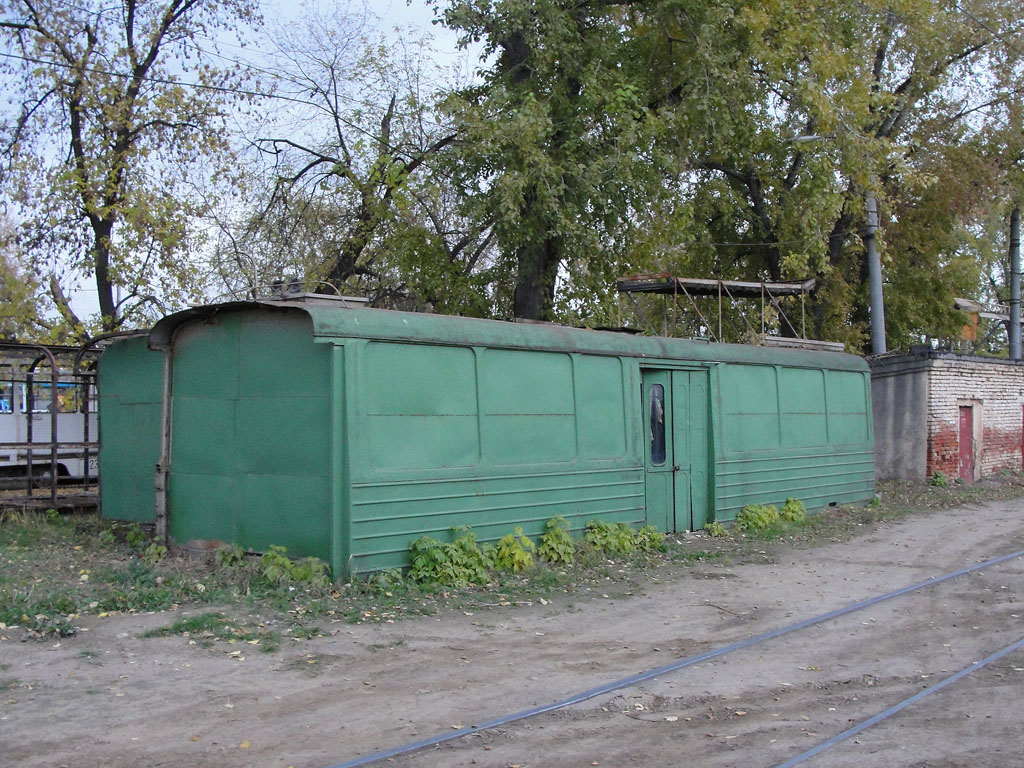
Сарай из вагона РВЗ-7 в трамвайном депо № 2 Казани.

В 1976 году, после заводских испытаний, было выпущено два вагона, им был присвоен индекс 71-217. Они были отправлены в Москву, где испытывались в депо им. Апакова, а через некоторое время — в Горький, для испытаний на линиях с тяжёлым профилем. Также туда были отправлены ещё 4 вагона с завода. Они проходили испытания в одиночку и по системе многих единиц. Испытания подтвердили высокую эффективность рекуперативного торможения на линиях с затяжными уклонами.
В 1978 году было построено ещё 10 вагонов для Горького и Казани. В отличие от первой партии у них было другое расположение световых приборов на кабине (сигналы поворота сбоку от фар). Из-за плохого состояния контактной сети в Горьком вагоны для него были оборудованы бугельными токоприёмниками вместо полупантографов.
В 1980 году два вагона из Горького были переданы в город Калинин для проведения испытаний на полигоне в депо № 2. В 1982 году испытания вагонов в Горьком были прекращены, 6 вагонов переданы в Новосибирск.
Во время испытаний вагоны показали необычайно низкую надёжность, часто вставая из-за поломок.
В 1982—1985 годах РВЗ выпустил 7 вагонов, получивших индекс 71-267, отличавшихся другим электрооборудованием.
В Калинине испытания вагонов на полигоне и в режиме эксплуатации с пассажирами продолжались до 1985 года. Проблемы с низкой надёжностью вагона устранены не были, и проект был закрыт.

## Сохранившиеся экземпляры
По состоянию на 2022 год, сохранился один экземпляр РВЗ-7 (№ 2604, восстановлен в 2006 году), который находится в Нижегородском трамвайном музее.

## Технические характеристики
| Ширина колеи, мм                                        | Ширина колеи, мм                                        | 1520       |
| Количество мест для сидения                             | Количество мест для сидения                             | 33         |
| Вместимость, чел:                                       | Вместимость, чел:                                       | 126        |
| Масса вагона (тара), т                                  | Масса вагона (тара), т                                  | 18,5       |
| Длина кузова, мм                                        | Длина кузова, мм                                        | 15090      |
| Ширина кузова, мм                                       | Ширина кузова, мм                                       | 2600       |
| Высота от уровня головок рельсов, мм                    | Высота от уровня головок рельсов, мм                    | 3020       |
| База, мм:                                               | вагона                                                  | 7500       |
| База, мм:                                               | тележки                                                 | 1940       |
| Диаметр колёса по кругу катания, мм                     | Диаметр колёса по кругу катания, мм                     | 700        |
| Тип двигателя                                           | Тип двигателя                                           | ДК-259Г6   |
| Общая мощность тяговых двигателей, кВт                  | Общая мощность тяговых двигателей, кВт                  | 220 (4×55) |
| Ускорение пуска, м/с²                                   | Ускорение пуска, м/с²                                   | 1,43       |
| Замедление при торможении, м/с²:                        | служебное                                               | 1,3        |
| Замедление при торможении, м/с²:                        | экстренное                                              | 3,0        |
| Масса тары на одно место для сиденья, т                 | Масса тары на одно место для сиденья, т                 | 0,56       |
| Масса тары на 1 м2 горизонтальной проекции кузова, т/м² | Масса тары на 1 м2 горизонтальной проекции кузова, т/м² | 0,5        |
| Конструктивная скорость, км/ч                           | Конструктивная скорость, км/ч                           | 75         |
| Минимальный радиус вписывания в кривую, м               | Минимальный радиус вписывания в кривую, м               | 16         |